# ローマのメダルを持つ男性の肖像
『ローマのメダルを持つ男性の肖像』（ローマのメダルをもつだんせいのしょうぞう、蘭: Man met een Romeinse munt、英: Portrait of a Man with a Roman Medal）は、ドイツ出身の初期フランドル派の画家ハンス・メムリンクが1474年ごろに板上に油彩で制作した絵画である。長い間、イタリア・ルネサンスの画家アントネロ・ダ・メッシーナの作品であると考えられていたが、現在ではメムリンクの制作であるという合意がなされている。作品は、1841年にフロレント・ファン・エルトボルン (Florent van Ertborn) 氏によりベルギーのアントワープ王立美術館に遺贈された。

## 作品
作品は、4分の3正面向きの黒髪の男性をフランドル美術に典型的な細部描写をもって表している。本作のように片手を見せる肖像画の形式は、メムリンクの創始といわれる。男性は黒いコートを身に着け、黒い帽子を被っている。彼は左手にローマ皇帝ネロのセステルティウス (古代ローマの硬貨の一種) を持っているが、これは彼の人文主義への関心の象徴である。彼は鑑賞者のほうを向いているが、これはメムリンクの作品には通常見られない。メムリンクの肖像画の人物たちは、たいてい遠方を見ているからである。
背景には湖のある風景が広がっている。そこでは馬の騎手が川辺で立ち止まり、白鳥が水面に浮かんでいる。メムリンクは、肖像画の背景に伝統的な黒地ではなく、自然の風景を用いた最初の画家の1人で、後のサンドロ・ボッティチェッリやピエトロ・ペルジーノなどのルネサンスの画家たちに影響を与えた。
モデルの人物については議論がなされてきた。当時、アントウェルペン、またはブルッヘに住んでいて、しばしば地元の画家たちに美術作品を委嘱した数多くのイタリア人の1人ではないかと推測がされたが、人物がメダルを持っていることから、かつては2人のイタリアのメダル・デザイナーが候補として挙げられた。1人は、フィレンツェの芸術家ニッコロ・ディ・フォルツォーネ・スピネッリ (Niccolò di Forzore Spinelli) である。ニッコロはリヨンで亡くなり、本作も19世紀初めにはリヨンにあった。もう1人は、ジョヴァンニ・ディ・カンディーダ (Giovanni di Candida) である。
しかし、アントワープ王立美術館では現在、人物はベルナルド・ベンボ (1433-1519年) であるとしている。彼は、ヴェネツィアの人文主義者、政治家であり、コインの大きな収集を持っていた。右側のヤシの木と画面下部の月桂樹の葉は、おそらく彼の紋章 (ヤシの葉と月桂樹の枝からなる) を示唆しているものである。ベンボは、1471年から1474年までブルゴーニュ公国のシャルル豪胆公の宮廷の大使で、しばしば軍事的遠征でブルッヘに滞在した。当時、ベンボは30代で、メムリンクに出会った可能性があり、この肖像画の人物の明らかな年齢と一致する。